# Тамянка
 Тази статия е за сорта грозде Тамянка.  За други значения вижте Тамянка (цвете).  
Тамянка е винен сорт грозде, с произход земите на Близкия изток – Сирия, Ирак, Египет, Иран и др. Най-големи площи заема във Франция, Италия, Португалия, Испания, Унгария, страните от бивша Югославия, България, Румъния, Украйна, САЩ. Разпространен е под различни имена в почти всички лозарски страни. В България е райониран и има големи площи.
Познат е и с наименованията: Теменуга (Врачанско), Muscat de Frontignan, Muskat blanc a petits grains, Muskat roze a petits grains (Франция), Muscato di Canelli (Италия), Tamaioasa (Румъния), Тамяника (Сърбия), Мускат белый (страните от бившия СССР).
Тамянка е средно-ранен винен сорт. Узрява през първата половина на септември. След узряване гроздето стафидира. Развива се добре на леки хумусно-карбонатни, песъчливо-глинести или чакълести почви на хълмисти проветриви терени с добро слънчево греене. Лозите имат среден растеж, добра родовитост и среден добив. Сортът се напада от сиво гниене и особено силно от лозовия акар. Слабо устойчив е на ниски зимни температури. Средният добив от декар е около 800 – 1000 кг.
Гроздът е средно голям (120 – 160 гр.), цилиндричен до цилиндрично-коничен, полусбит до сбит. Зърната са средни, сферични. Кожицата е дебела, ръждивожълта или златистожълта със загар, с характерни дребни черни точици. Месото е сочно, с хармоничен вкус и силен тамянов привкус.
Гроздето натрупва много захари – 20 – 26 %, при титруема киселинност 6 – 8 г/ куб.дм. Стафидирането и натрупването на висока захарност правят гроздето подходящо за получаване на висококачествени полусухи и сладки вина, които се отличават с тъмнозлатист цвят, плътност и фин мискетово-тамянов аромат. Класически винен сорт за получаване на качествени десертни вина. В Италия това е прочутото вино „Асти спуманте“, в Крим – „Ливадия“, „Магарач“, „Гурзуф“ и „Кастел“.